# I Dream of Jeanie
I Dream of Jeanie is een Amerikaanse muziekfilm uit 1952 onder regie van Allan Dwan.

## Verhaal
In 1849 is het lied Oh! Susanna een hit in de Verenigde Staten. De boekhouder Stephen Foster heeft zijn werk echter aan verschillende muziekhuizen gegeven zonder er geld voor te vragen. Hij is verliefd op Inez McDowell, een klassiek geschoolde zangeres die een hekel heeft aan volksmuziek. Dan lanceert de componist Edwin P. Christy zijn carrière als auteur van liedjes voor de Christy's Minstrels.

## Rolverdeling
| Acteur          | Personage        |
| --------------- | ---------------- |
| Ray Middleton   | Edwin P. Christy |
| Bill Shirley    | Stephen Foster   |
| Muriel Lawrence | Inez McDowell    |
| Eileen Christy  | Jeanie McDowell  |
| Rex Allen       | Mijnheer Tambo   |
| Lynn Bari       | Mevrouw McDowell |
| Dick Simmons    | Dunning Foster   |
| Scott Elliott   | Milford Wilson   |
| Andrew Tombes   | R.E. Howard      |
| James Dobson    | Spike            |
| Percy Helton    | Mijnheer Horker  |
| Glen Turnbull   | Glenn Turnbull   |
| Louise Beavers  | Mammy            |
| James Kirkwood  | Dokter           |
| Carl Switzer    | Freddie          |

## Filmmuziek
1. Oh! Susanna
2. Jeanie with the Light Brown Hair
3. On Wings of Song
4. Lo, Hear the Gentle Lark
5. Nelly Bly
6. My Old Kentucky Home, Good Night
7. Ring de Banjo
8. Old Folks at Home
9. Beautiful Dreamer
10. Come Where My Love Lies Dreaming
11. Gwine to Rune All Night
12. Queen of Mirth
13. Haunting My Dreams at Night
14. You Must Wear a Dainty Ribbon in Your Hair
15. Old Black Joe
16. Glendy Burke
17. I Can Still See Her in My Dreams
18. Old Dog Tray